# Pomniki przyrody w powiecie legionowskim
Pomniki przyrody powiatu legionowskiego.

## Legionowo
- Dąb szypułkowy

wiek: 200 lat
obwód: 315 cm
wysokość: 20 m
adres: ul. Graniczna 4
bliższa lokalizacja: Teren Spółdzielni Mieszkaniowej
- Dąb szypułkowy

wiek: 200 lat
obwód: 290 cm
wysokość: 20 m
adres: ul. Kolejowa 1
bliższa lokalizacja: p. Paszkowski / usytuowany obok zabytkowej willi w parku
- Dąb szypułkowy

obwód: 260 cm
wysokość: 25 m
adres: ul. Sobieskiego 55
bliższa lokalizacja: p. Mazurkiewicz / na działce niezabudowanej (ogród warzywny)
- Buk pospolity (2 szt.) – grupa drzew

obwód: 200, 185 cm
wysokość: 16 m
bliższa lokalizacja: Skarb Państwa / na skraju lasu, olk 250 m od szosy Jabłonna – Legionowo.

## Gmina Jabłonna

### Boża Wola
- Lipa drobnolistna

wiek: 150-200 lat
obwód: 340 cm
wysokość: 30 m
bliższa lokalizacja: Skarb Państwa / północna strona drogi Nowy Dwór – Jabłonna, na skraju lasu obok krzyża w rejonie miejscowości Boża Wola.

### Buchnik
- Dąb szypułkowy (2 szt.) – grupa drzew

wiek: 300 lat
obwód: 463 cm
wysokość: 30 m
bliższa lokalizacja: Leśnictwo Jabłonna, oddział 224 c.

### Choszczówka
- Lipa drobnolistna

obwód: 355 cm
wysokość: 18 m
adres: ul. Chlubna 2
bliższa lokalizacja: działka rolna p. Małczyńskiej.

### Dąbrowa Chotomowska
- Dąb szypułkowy

obwód: 480 cm
wysokość: 26 m
adres: ul. Lipowa
bliższa lokalizacja: p. Derlacz, p. Ziółkowski / na granicy działek.

### Jabłonna
- Dąb szypułkowy

wiek: 250 lat
obwód: 445 cm
wysokość: 27 m
adres: ul. Parkowa 15
bliższa lokalizacja: teren osady nadleśnictwa Jabłonna
- Dąb szypułkowy (5 szt.) – grupa drzew

obwód: 305, 315, 315, 340, 375 cm
wysokość: 15 - 20 m
adres: ul Listopadowa 27
bliższa lokalizacja: p. Rozwens / działka nr ewidencyjny 367, teren parku wiejskiego (zdziczałego).
- Lipa drobnolistna

wiek: 200 lat
obwód: 250 cm
wysokość: 18 m
adres: Park PAN-u
bliższa lokalizacja: w parku zabytkowym, w tarasie pałacu, skrzydło północne.
- Wierzba biała

obwód: 650 cm
wysokość: 20 m
bliższa lokalizacja: Zakład Doświadczalny PAN w Jabłonnie / na łąkach, przed wałem powodziowym.
- Wiąz szypułkowy (2 szt.), Wierzba biała – grupa drzew

obwód: 320, 400; 325 cm
wysokość: 20, 30; 30 m
adres: Park PAN-u
bliższa lokalizacja: zabytkowy park przy pałacu (kwatera D)
- Grab pospolity

obwód: 245 cm
wysokość: 22 m
adres: Park PAN-u
bliższa lokalizacja: zabytkowy park przy pałacu (kwatera D)
- Topola biała (2 szt.) – grupa drzew

obwód: 870, 400 + 450 cm
wysokość: 36 m
adres: Park PAN-u
bliższa lokalizacja: park przy pałacu (kwatera E)
- Dąb szypułkowy, Lipa drobnolistna

obwód: 410, 305 cm
wysokość: 25, 20 m
adres: Park PAN-u
bliższa lokalizacja: park przy pałacu (kwatera F)
- Dąb szypułkowy (7 szt.); Topola biała (3 szt.); klon pospolity; wiąz szypułkowy – grupa drzew

obwód: 335-410; 485 – 520; 380; 380 cm
wysokość: 22 – 28; 34 – 35; 22; 25 m
adres: Park PAN-u
bliższa lokalizacja: park przy pałacu (kwatera G)
- Grab pospolity (3 szt.) – grupa drzew

obwód: 190-, 185, 185 cm
wysokość: 20 m
adres: Park PAN-u
bliższa lokalizacja: park przy pałacu (kwatera E i H), przy alejce prowadzącej do wału wiślanego, na granicy parku.
- Wiąz szypułkowy

obwód: 375 cm
wysokość: 22 m
adres: Park PAN-u
bliższa lokalizacja: park przy pałacu (kwatera H)
- Jesion wyniosły

obwód: 325 cm
wysokość: 20 m
adres: Park PAN-u
bliższa lokalizacja: park przy pałacu (kwatera H)
- Modrzew polski

obwód: 300 cm
wysokość: 25 m
adres: Park PAN-u
bliższa lokalizacja: park przy pałacu (kwatera J)
- Lipa drobnolistna

obwód: 410 cm
wysokość: 25 m
adres: Park PAN-u
bliższa lokalizacja: park przy pałacu (kwatera J)
- Wiąz szypułkowy

wiek: 150 lat
obwód: 310 cm
wysokość: 22 m
adres: Park PAN-u
bliższa lokalizacja: park przy pałacu (kwatera K), dolny taras, część łęgowa, w pobliżu zachodniej granicy parku.
- Dąb szypułkowy (2 szt.); Modrzew polski; Iglicznia trójcierniowa – grupa drzew

obwód: 510, 410; 310; 350 cm
wysokość: 25, 30; 30; 22 m
adres: Park PAN-u
bliższa lokalizacja: park przy pałacu (kwatera K)
- Modrzew polski (2 szt.); Dąb szypułkowy (4 szt.)

obwód: 375, 320; 330, 520, 510, 450 cm
wysokość: 30, 20; 25, 20, 20, 28 m
adres: Park PAN-u
bliższa lokalizacja: park przy pałacu (kwatera L)
- Dąb szypułkowy (2 szt.) grupa drzew

wiek: 200 lat
obwód: 300, 280 cm
wysokość: 28 m
adres: Park PAN-u
bliższa lokalizacja: park przy pałacu (kwatera Ł) obok kortów tenisowych.
- Dąb szypułkowy (10 szt.); Lipa drobnolistna – grupa drzew

obwód: 415, 400, 365, 360, 355, 335, 330, 330, 320, 310; 350 cm
wysokość: 22-30; 25 m
adres: Park PAN-u
bliższa lokalizacja: park przy pałacu (kwatera Ł)
- Dąb szypułkowy

obwód: 300 cm
wysokość: 25 m
adres: Park PAN-u
bliższa lokalizacja: zabytkowy park (kwatera Ł)
- Lipa drobnolistna (3 szt.); Modrzew

obwód: 505, 365, 360; 330, 270 cm
wysokość: 18, 25, 25; 25, 28 m
adres: Park PAN-u
bliższa lokalizacja: w parku przed frontem pałacu przy podjeździe (kwatera M)
- Jesion wyniosły; Klon pospolity (2 szt.) – grupa drzew

obwód: 270; 270, 280 cm
wysokość: 26; 23 m
adres: Park PAN-u
bliższa lokalizacja: park przy pałacu (kwatera P)
- Dąb szypułkowy (2 szt.) – grupa drzew

wiek: 200-300 lat
obwód: 410, 280 cm
wysokość: 26, 25 m
bliższa lokalizacja: nadleśnictwo Jabłonna / przy drodze Jabłonna – Nowy Dwór, po jej południowej stronie, w odległości 10 m od korony drogi (skraj lasu), 550 m od wschodniej granicy lasu, uroczysko Bagno.
- Dąb szypułkowy

obwód: 400 cm
wysokość: 22 m
bliższa lokalizacja: p. Smolarek / na skraju zalesionej wydmy, ok. 300 m na wschód od ul. Modlińskiej, w sąsiedztwie urządzeń szklarniowych.

### Jabłonna-Buchnik
- Dąb szypułkowy (2 szt.) – grupa drzew

obwód: 360, 340+350 cm
wysokość: 28 m
adres: ul Wczasowa 7
bliższa lokalizacja: obok ogrodzenia, przy ulicy.
- Dąb szypułkowy (3 szt.) – grupa drzew

wiek: 250 lat
obwód: 380, 350, 345 cm
wysokość: 28 m
adres: ul Wczasowa 9
bliższa lokalizacja: wzdłuż ulicy

### Skierdy
- Dąb szypułkowy

obwód: 500 cm
wysokość: 22 m
bliższa lokalizacja: p. Osięglewska / ???

## Gmina Nieporęt

### Białobrzegi
- Dąb szypułkowy

obwód: 350 cm
wysokość: 16 m
adres: Plac Wolności 2
bliższa lokalizacja: dział 128/2, działka leśna vis-à-vis pawilonu handlowego gminnej spółdzielni Samopomoc Chłopska
- Dąb szypułkowy

obwód: 400 cm
wysokość: 17 m
bliższa lokalizacja: Skarb Państwa / przy drodze do hotelu Mazowsze, po prawej stronie drogi wjazdowej.
- Dąb szypułkowy

obwód: 400 cm
wysokość: 20 m
bliższa lokalizacja: p Ejda / na terenie posesji, przy bramie wjazdowej.
- Dąb szypułkowy

obwód: 340 cm
wysokość: 17 m
bliższa lokalizacja: Skarb Państwa / w pasie drogi Białobrzegi – Rynia w pobliżu szkoły podstawowej w Białobrzegach.
- Dąb szypułkowy (5 szt.) – grupa drzew

obwód: 300, 310, 320, 330, 350 cm
wysokość: 16 m
bliższa lokalizacja: Skarb Państwa / na skarpie, przy ogrodzeniu jednostki wojskowej (przy drodze prowadzącej do cmentarza wojskowego).
- Dąb szypułkowy

obwód: 320 cm
wysokość: 18 m
bliższa lokalizacja: Urząd Gminy Nieporęt / obok sklepu spożywczego GS Nieporęt.

### Czarna Struga
- Dąb szypułkowy

wiek: 250 lat
obwód: 465 cm
wysokość: 20 m
bliższa lokalizacja: przy zabudowaniach byłego leśnictwa Czarna Struga.
- Dąb szypułkowy (2 szt.) – grupa drzew

wiek: 200 lat
obwód: 365, 275 cm
wysokość: 27, 15 m
bliższa lokalizacja: nadleśnictwo Drewnica, leśnictwo Czarna Struga, oddział 104 c

### Józefów
- Dąb szypułkowy

obwód: 450 cm
wysokość: 18 m
adres: ul. Leśna 44
bliższa lokalizacja: na działce rolnej, ok. 30 m od zabudowań, na zapleczu (po północnej stronie) byłej kopalni piasku
- Dąb szypułkowy

obwód: 390 cm
wysokość: 18 m
adres: ul. Objazdowa 1
bliższa lokalizacja: na działce budowlanej
- Dąb szypułkowy

obwód: 450 cm
wysokość: 10 m
adres: ul. Objazdowa 10
bliższa lokalizacja: w linii rozgraniczającej ulicy, przy wjeździe do gospodarstwa.
- Dąb szypułkowy (2 szt.) – grupa drzew

wiek: 200 250 lat
obwód: 360, 315 cm
wysokość: 18 m
bliższa lokalizacja: Skarb Państwa / fragment wydmy na terenie po eksploatacji piasku wydmowego, w rejonie oddziału 204 WZL
- Dąb szypułkowy (3 szt.) – grupa drzew

obwód: 320, 330, 410 cm
wysokość: 15 m
bliższa lokalizacja: Skarb Państwa / działka leśna nr 52
- Dąb szypułkowy

wiek: 250 lat
obwód: 374 cm
wysokość: 24 m
bliższa lokalizacja: po północnej stronie drogi Legionowo – Struga, w odległości ok. 20 m od zabudowań mieszkalnych
- Jałowiec pospolity

obwód: 25–27 cm
wysokość: 6,63 m
adres:
bliższa lokalizacja: Szkoła podstawowa w Józefowie / 12 m od budynku w skupisku krzewów.

### Józefów II
- Lipa drobnolistna

wiek: 250 lat
obwód: 435 cm
wysokość: 15 m
bliższa lokalizacja: p. Michalski / działka rolna ok. 200 m od zabudowy mieszkalnej na wschód, w pobliżu szkoły.

### Nieporęt
- Sosna zwyczajna (2 szt.) – grupa drzew

wiek: 100, 180 lat
obwód: 320, ? cm
wysokość: 18, 18 m
bliższa lokalizacja: przy drodze leśnej biegnącej do Wieliszewa – Zegna (???), po stronie południowej (szlak turystyczny czerwony), ok. 1,5 km od skraju miejscowości Nieporęt.
- Lipa drobnolistna

wiek: 300 lat
obwód: 460 cm
wysokość: 10 m
bliższa lokalizacja: obok kościoła, na cmentarzu kościelnym.
- Sosna pospolita

obwód: 330 cm
wysokość: 18 m
bliższa lokalizacja: Skarb Państwa / ok. 80 m od drogi biegnącej obok cmentarza grzebalnego, ok. 150 m na zachód od zabudowań miejscowości Nieporęt

### Wólka Radzymińska
- Dąb szypułkowy

wiek: 300-400 lat
obwód: 480 cm
wysokość: 22 m
bliższa lokalizacja: p. Grzybowski / na północnym skraju lasu, przy drodze polnej Beniaminów – st. kol. Dąbkowizna* (Wcześniej napisane było: Debkowizna. Tutaj występował błąd - nie istnieje miejscowość Debkowizna, ale na pewno chodzi tutaj o Dąbkowiznę).

## Gmina Serock

### Dębe
- Dąb szypułkowy (3 szt.) – grupa drzew

obwód: 420, 320, 300 cm
wysokość: 25, 20, 23 m
bliższa lokalizacja: park na skraju skarpy doliny rzeki Narwi
- Dąb szypułkowy (4 szt.) – grupa drzew

obwód: 295, 300, 305, 360 cm
wysokość: 22, 16, 20, 20 m
bliższa lokalizacja: Skarb Państwa / Centralny Ośrodek Doskonalenia Kadr Ochrony Środowiska i Gospodarki Wodnej / na terenie ośrodka, nad rzeką Narwią.

### Gąsiorowo-Wierzbica
- Wyspa - inne (miejsce lęgowe ptaków)

bliższa lokalizacja: na rzece Narwi pomiędzy wsiami Gąsiorowo i Wierzbica

### Jadwisin

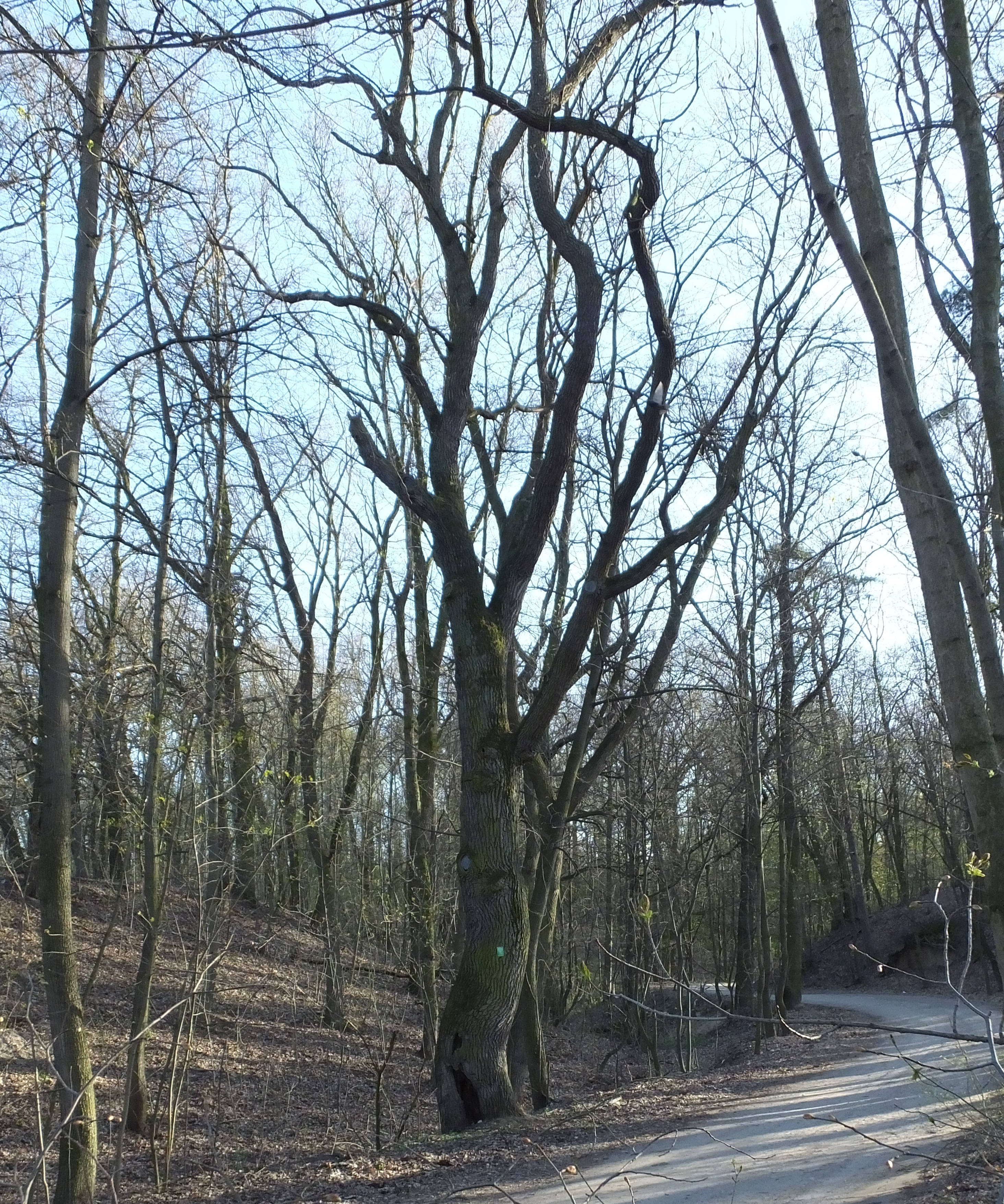
Aleja wzdłuż ulicy Szaniawskiego z pomnikowymi dębami i sosnami

- Granitoid z niewyraźnie zaznaczoną ??? - głaz

obwód: 450 cm
wysokość: 1,8 m
bliższa lokalizacja: były: Zakład Doświadczalny Ziemniaka w Jadwisinie / przy drodze łączącej szosę Warszawa – Pułtusk z Jadwisinem i Zegrzynkiem po jej południowej stronie przy ???.
- Sosna pospolita (2 szt.) – grupa drzew

obwód: 305, 230 cm
wysokość: 18, 20 m
bliższa lokalizacja: Skarb Państwa / na terenie leśnym (las porastający skarpę Narwi.
- Jesion wyniosły

obwód: 290 cm
wysokość: 20 m
bliższa lokalizacja: skraj osiedla, przy drodze prowadzącej do schroniska PTTK po jej północnej stronie.
- Sosna pospolita (2 szt.); Dąb szypułkowy (12 szt.) – grupa drzew

obwód: 270, 305; 295–410 cm
wysokość: 23; 22–25 m
bliższa lokalizacja: wzdłuż drogi Jadwisin – schronisko PTTK nad Narwią.

### Kania Nowa
- Dąb szypułkowy

obwód: 270 cm
wysokość: 28 m
bliższa lokalizacja: przy drodze głównej biegnącej przez wieś, przy cmentarzu niemieckim.

### Karolino
- Dąb szypułkowy (3 szt.) – grupa drzew

obwód: 270, 325, 370 cm
wysokość: 30 m
bliższa lokalizacja: p. Kowalski / na miedzy pomiędzy polami ornymi
- Granit różowy - rpakivi - głaz

obwód: 660 cm
wysokość: 0,9 m
bliższa lokalizacja: p. Kalinowski / obok zabudowań gospodarczych, na granicy pola ornego i kompleksu leśnego.
- Sosna pospolita

obwód: 240 cm
wysokość: 24 m
bliższa lokalizacja: p. Gierek / na skraju kompleksu leśnego ok. 150 m od drogi.
- Dąb szypułkowy

obwód: 320 cm
wysokość: 22 m
bliższa lokalizacja: p. Zalewski / pole orne
- Sosna pospolita (2 szt.); Dąb szypułkowy

obwód: 245, 245; 280 cm
wysokość: 20, 20; 20 m
bliższa lokalizacja: p. Krzyczkowski / działka leśna na północ od wsi Karolino, w sąsiedztwie wsi Moczydło.
- Dąb szypułkowy (2 szt.) – grupa drzew

wiek: 100 lat
obwód: 300, 280 cm
wysokość: 20 m
bliższa lokalizacja: p. Ciuraj / na polu ornym

### Karolino-Borowa Góra
- Dąb szypułkowy

wiek: 250 lat
obwód: 395 cm
wysokość: 16 m
bliższa lokalizacja: p. Czarnecki, p. Dąbrowska / na granicy działek rolnych, w odległości ok. 150 m od drogi Karolino – Borowa Góra, po jej wschodniej stronie.

### Łacha
- Lipa drobnolistna (2 szt.) – grupa drzew

obwód: 320, 300 cm
wysokość: 25 m
bliższa lokalizacja: p. Aniszewski / działka rekreacyjna.

### Serock
- Jesion wyniosły (2 szt.) – grupa drzew

obwód: 280, 300 cm
wysokość: 20 m
adres: ul. Radzymińska 11
bliższa lokalizacja: na skarpie, na granicy z gruntami ornymi (od strony północno-zachodniej).
- Granitognejs

obwód: 750 cm
wysokość: 1,2 m
bliższa lokalizacja: Skarb Państwa / na zieleńcu w widłach ul. Warszawskiej i ul. Wyzwolenia.
- Sosna pospolita (2 szt.) – grupa drzew

wiek: 180-250 lat
obwód: 300, 255 cm
wysokość: 22 m
bliższa lokalizacja: obok drogi łączącej szosę Legionowo – Pułtusk z ośrodkami wypoczynkowymi położonymi na skarpie rzeki Narwi w Serocku.
- Dąb szypułkowy (5 szt.) – grupa drzew

wiek: 200 lat
obwód: 400, 360, 300, 280, 270 cm
wysokość: 25 m
bliższa lokalizacja: Skarb Państwa / obok drogi łączącej Legionowo – Pułtusk z ośrodkami wypoczynkowymi położonymi na skarpie rzeki Narwi w Serocku.
- Sosna pospolita

obwód: 235 cm
wysokość: 23 m
bliższa lokalizacja: ok. 40 m na wschód, po południowej stronie drogi Warszawa – Pułtusk, przy drodze prowadzącej do ośrodka „Chemików” nad Narwią.

### Wola Kiełpińska
- Dąb szypułkowy

wiek: 150 lat
obwód: 340 cm
wysokość: 22 m
bliższa lokalizacja: Parafia Rzymsko – Katolicka w Woli Kiełpińskiej

### Zegrze Północne
- Dąb szypułkowy (2 szt.); Lipa drobnolistna – grupa drzew

obwód: 325, 360; 335 cm
wysokość: 20; 20 m
bliższa lokalizacja: na terenie ośrodka wypoczynkowego PAP, na skarpie nad Narwią, przy wjeździe na teren ośrodka.
- Żywotnik zachodni (2 szt.) – grupa drzew

wiek: 80 lat
obwód: 110, 90 cm
wysokość: 12 m
bliższa lokalizacja: ośrodek PAP na skarpie rzeki Narwi, przed frontem pałacu.
- Lipa drobnolistna

wiek: 120 lat
obwód: 325 cm
wysokość: 22 m
bliższa lokalizacja: Skarb Państwa / ośrodek PAP, obok bramy wjazdowej od strony zachodniej.
- Dąb szypułkowy (6 szt.) – grupa drzew

wiek: 200-400 lat
obwód: 520, 500, 450, 390, 380, 310 cm
wysokość: 23, 23, 22, 23, 25, 25 m
bliższa lokalizacja: w parku ośrodka wypoczynkowego PAP, na brzegu rzeki Narwi, dęby nr 1-5 znajdują się w otoczeniu pałacu i domków kempingowych, dąb nr 6 na ???
- Dąb szypułkowy

obwód: 510 cm
wysokość: 23 m
bliższa lokalizacja: na wysokiej skarpie Zalewu Zegrzyńskiego, po wschodniej stronie przeprawy mostowej.
- Lipa drobnolistna (4 szt.) – grupa drzew

obwód: 300, 340, 355, 390 cm
wysokość: 20 m
bliższa lokalizacja: oś Zegrze Północne, przy skrzyżowaniu dróg Warszawa – Ostrołęka – Dębe.

## Gmina Wieliszew

### Poddębie
- Jałowiec pospolity

wiek: 120 lat
obwód: 53 + 46 cm
wysokość: 6 m
bliższa lokalizacja: p. Matysiuk

### Wieliszew
- Jesion wyniosły (2 szt.)

wiek: 150-200 lat
obwód: 350 - 330 cm
wysokość: 18 m
bliższa lokalizacja: p. Bławat / obok zabudowań mieszkalnych, w odległości ok. 15 i 40 m od drogi, po jej południowej stronie
- Lipa drobnolistna

wiek: 200 lat
obwód: 460 cm
wysokość: 16 m
bliższa lokalizacja: p. Snopek / na działce rolnej obok zabudowań mieszkalnych, w odległości ok. 40 m od szosy.
- Topola czarna

wiek: 200 lat
obwód: 560 cm
wysokość: 16 m
bliższa lokalizacja: Skarb Państwa / ok. 200 m od zabudowy wsi Wieliszew w kierunku wschodnim po północnej stronie szosy Nieporęt – Wieliszew.